# Per-Erik Lindorm
Per-Erik Lindorm (6 de febrero de 1909 - 23 de septiembre de 1989) fue un periodista, guionista y escritor de nacionalidad sueca.

## Biografía
Nacido en Estocolmo, Suecia, sus padres eran el escritor Erik Lindorm (1889–1941) y Marta Berg. En los años 1970 Per-Erik Lindorm formó parte de la redacción del programa radiofónico Svar idag, junto a Ursula Richter y Håkan Norlén.
Per-Erik Lindorm falleció en Estocolmo en el año 1989. Fue enterrado en el Cementerio Norra begravningsplatsen. Tuvo dos hijos, Görel, nacido en 1943, y Eva, nacida en 1961.

## Filmografía

### Guionista
- 1941 : Det sägs på stan

### Actor
- 1971 : Äppelkriget
- 1976 : Semlons gröna dalar (TV)
- 1981 : Sopor

## Radioteatro
- 1970 : Bilbo - En Hobbits äventyr